# Nicolas Cullen
Nicolas Cullen új-zélandi geográfus, klimatológus, meteorológus, glaciológus. 

## Pályafutása
Tanulmányait University of Canterburyben, és University of Coloradoban (PhD) folytatta Konrad Steffen keze alatt. 2004-től a Tropical Glaciology Group vezetője a University of Innsbruckben Ausztriában. Fő kutatási területe a Kilimandzsáró olvadó jégsapkája volt. A Kilimandzsárót azóta is vizsgálja. A globális klímaváltozást a University of Otagoban oktatja.
2007-ben Konrad Steffen csoportjában dolgozik továbbra is, John Maurer és Russell Huff kutatótársaival Grönlandon.

## Publikációi
- Cullen, N.J., Mölg, T., Kaser, G., Steffen, K., and Hardy D.R. 2007: Energy balance model validation on the top of Kilimanjaro using eddy covariance data. Annals of Glaciol., (accepted)

- Mölg, T., Cullen, N.J., Hardy, D.R., Kaser, G., and Klok, L. 2007: Climate sensitivity and mass balance of a slope glacier on Kilimanjaro, Int. J. Climatol., (submitted)

## Külső hivatkozások
- Nicolas Cullen életrajza Archiválva 2008. október 14-i dátummal a Wayback Machine-ben
- Nicolas Cullen tanulmánya